# Melchior Schlumpf
Michael Melchior Schlumpf SJ (* 29. September 1797 in Steinhausen; † 1. August 1880 ebenda) war ein Schweizer römisch-katholischer Geistlicher.

## Leben
Melchior Schlumpf war der Sohn von Adam Schlumpf, Landwirt und Tierarzt, und dessen Ehefrau Anna Maria, geb. Fähndrich.
Er begann ein Theologie-Studium an der Universität Luzern, das er dann an der Universität Landshut beim Theologen Johann Michael Sailer fortsetzte; nach seinem Studium übernahm er zunächst eine Hauslehrerstelle in Willisau.
1821 erhielt er seine Priesterweihe und war anschliessend Religionslehrer am Gymnasium Luzern. Ab 1831 war er Katechet und Präfekt der dortigen Jesuitenkirche.
Als Mitbegründer des 1831 gegründeten Katholischen Vereins, der den kirchlichen Interessen in der Schweiz eine öffentliche Plattform verschaffen wollte, setzte er sich für die Gründung der Schweizerischen Kirchenzeitung ein und wurde 1832 dessen erster Redakteur.
Während der liberalen Herrschaft im Kanton Luzern wurde Melchior Schlumpf 1834 erst als Religionslehrer der ersten und zweiten Gymnasialklasse abberufen und als Grammatiklehrer eingesetzt, dann wurde ihm vorgeworfen, an einer klerikalen Verschwörung beteiligt zu sein. Nach Hausdurchsuchungen wurde er in einem Prozess wegen der Vergehen der Verletzung schuldiger Ehrerbietung gegen die Obrigkeit schuldig gesprochen, zu einer Geldstrafe von 200 Franken sowie der Übernahme der Prozesskosten verurteilt. Dieses führte zu seiner Entlassung als Lehrer; kurz darauf wurde er aus dem Kanton Luzern ausgewiesen. Er war dann zeitweilig als Lehrer am Kollegium Schwyz tätig, an dessen Gründung er beteiligt war.
1837 erfolgte seine Ernennung zum Pfarrer und Dekan in seiner Heimatgemeinde in Steinhausen im Kanton Zug. 1840 wurde er, nach einem konservativen Regierungsumschwung im Kanton Luzern, zwar rehabilitiert, er blieb jedoch in seiner Zuger Pfarrei und wurde 1857 Domherr des Bistums Basel, bischöflicher Kommissar und Päpstlicher Geheimkämmerer.

### Wirken
Melchior Schlumpf beteiligte sich an allen Gründungen des Innerschweizer Katholizismus seiner Zeit, beispielsweise 1844 an jener des Instituts der Lehrschwestern Schwestern vom Heiligen Kreuz in Menzingen, 1851 an jener des Kapuzinerinnenklosters Maria Hilf auf dem Gubel, 1862 an jener des Instituts der Olivetanerschwestern in Kloster Heiligkreuz in Cham und 1857 an jenes des Schweizerischen Piusvereins sowie 1863 an jener der Inländischen Mission, die sich mit materiellen Beiträgen für die Förderung des religiösen Lebens in der Schweiz einsetzt.

## Mitgliedschaften
Melchior Schlumpf war von 1851 bis 1874 Mitglied des Erziehungsrates und damit eines der einflussreichsten Persönlichkeiten des Kantons Zug.

## Schriften (Auswahl)
- Beschwerdeschrift an den hohen Grossen Rath des Kantons Luzern. Luzern, 1835.
- Das Vatikanische Konzil und die Diözesen-Konferenz in Solothurn. Offenes Sendschreiben an Landammann W. Vigier in Solothurn. Luzern, 1871.
- Melchior Schlumpf; Karl Joseph Schlumpf: Erinnerungen aus meinem Leben: mit einem Anhange von Predigten: zum 100 jährigen Geburtstag, 29. September 1797-1897. Solothurn : Buch- und Kunst-Druckerei Union, 1897.